# トーマス・ウォーカー (奴隷商人)
トーマス・ウォーカー（Thomas Walker、eau Walkerとも、1758年 – 1797年）は、イギリス系アメリカ人の奴隷船船長で西アフリカのシエラレオネで大西洋奴隷貿易に従事した。バンス島などで活動し、1784年と1792年の間に少なくとも11回も、シエラレオネから英領西インド諸島やアメリカにアフリカ人奴隷を運んだ。
ジョージ・E・ウォーカーの父親で、元大統領のジョージ・H・W・ブッシュ、ジョージ・W・ブッシュ親子の祖先にあたる。

## 略歴
1758年、イングランドブリストルの郊外ヘンバリーで生まれた。ブリストルは18世紀のイギリスにおける三大奴隷貿易港の一つであった（ブリストルの奴隷貿易）。
クリフトンの聖アンドリュース教会で、1785年2月22日にキャサリン・マクレランドと結婚した。1797年、暴動により、海上で殺害された。妻キャサリンは、ペンシルベニア州フィラデルフィアで死亡した。